# 新お茶の水ビルディング
新お茶の水ビルディング（しんおちゃのみずビルディング）は、東京都千代田区神田駿河台4丁目3番地の高層ビル。

## 概要
東京メトロ千代田線新御茶ノ水駅のB1出口に直結する。また、店舗棟（お茶の水サンクレール）正面に東日本旅客鉄道（JR東日本）御茶ノ水駅聖橋口改札があるため、中央線快速・総武緩行線との乗り換えも容易で、交通利便性が非常に高い。
建築物としては東西34.4m、南北36.0m、基準階貸室面積は最大948.26m²（286.85坪）、延床面積は44,040.20m²（13,322.2坪）あり、東京都市サービスによる地域熱供給が行われている。
日本出版販売の本社社屋として建てられたため、低・中層階に日本出版販売と関連会社が入居するほか、高層階の一部は賃貸事務所として幾つかの企業本社が入居している。

## フロア構成
- 21階：中国名菜 銀座アスター お茶の水賓館（中国料理）
- 18階 - 20階：お茶の水・井上眼科クリニック
- 2階 - 17階：オフィスゾーン
- B1階 - 1階：レストラン&ショッピング（サンクレール商店街）
- B1階：東京メトロ新御茶ノ水駅連絡口
- B2階：駐車場（1階オフィスロビーに専用エレベーターがある）

### 入居企業

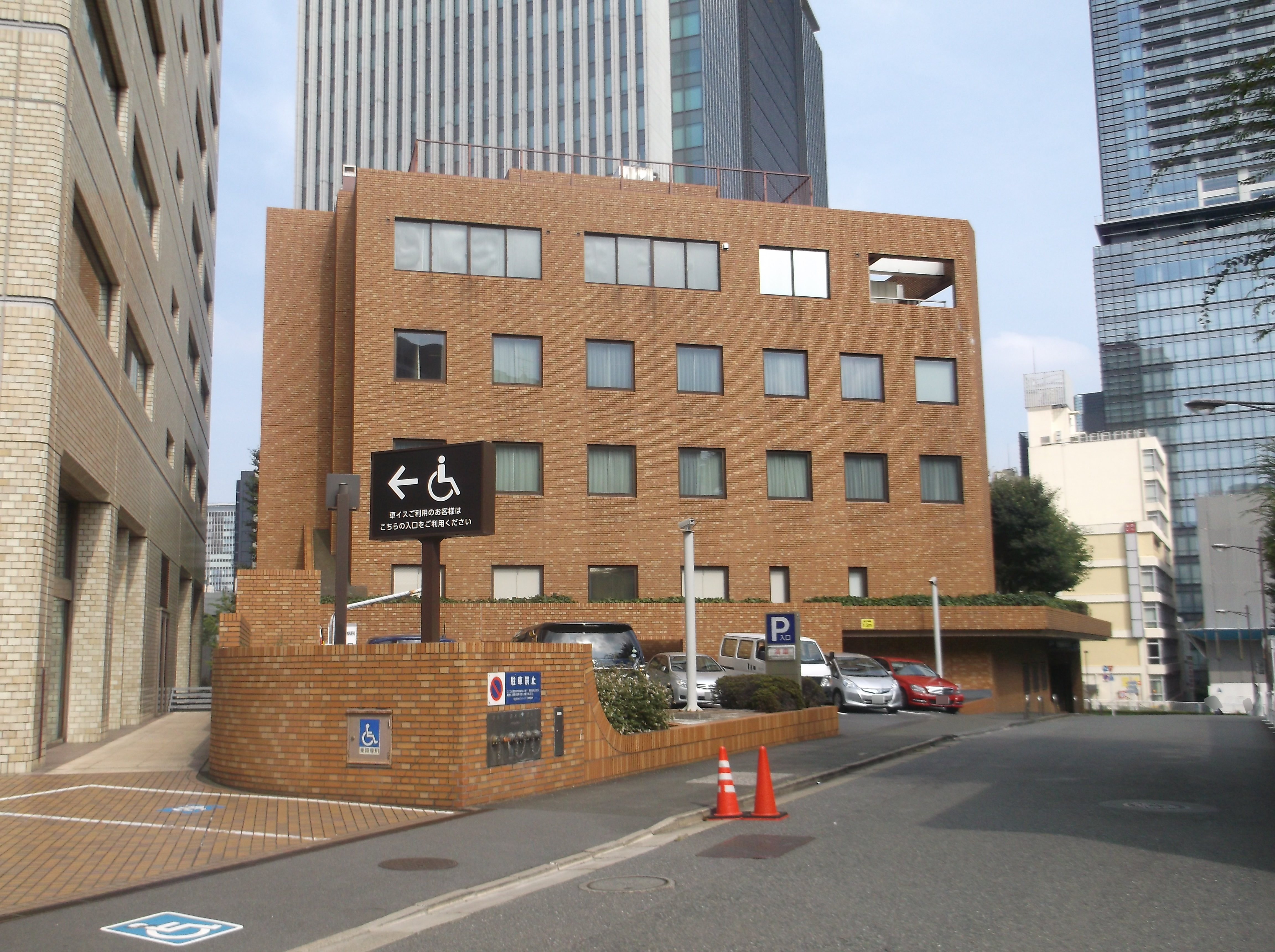
新お茶の水ビルディング病院棟。「井上眼科病院」が入居する。

- 日本出版販売
- 日本パートナー経営参与事務所
- アドバンスソフト
- アークランドサービスホールディングス
  - かつや
  - ミールワークス
- ユポ・コーポレーション
- ユナイトアンドグロウ
- MOCAL株式会社

## アクセス
- JR中央本線・中央・総武緩行線 御茶ノ水駅聖橋口から徒歩1分
- 東京メトロ千代田線 新御茶ノ水駅B1出口直結
- 東京メトロ丸ノ内線 御茶ノ水駅から徒歩4分